# Kanton Lagnieu
Kanton Lagnieu (fr. Canton de Lagnieu) je francouzský kanton v departementu Ain v regionu Rhône-Alpes. Skládá se z 26 obcí. Před reformou kantonů 2014 se skládal z 13 obcí.

## Obce kantonu
od roku 2015:
- Bénonces
- Blyes
- Briord
- Charnoz-sur-Ain
- Chazey-sur-Ain
- Groslée
- Innimond
- Lagnieu
- Leyment
- Lhuis
- Lompnas
- Loyettes
- Marchamp
- Montagnieu
- Ordonnaz
- Saint-Jean-de-Niost
- Saint-Maurice-de-Gourdans
- Saint-Sorlin-en-Bugey
- Saint-Vulbas
- Sainte-Julie
- Sault-Brénaz
- Seillonnaz
- Serrières-de-Briord
- Souclin
- Villebois
- Villieu-Loyes-Mollon

před rokem 2015:
Ambutrix, Blyes, Chazey-sur-Ain, Lagnieu, Leyment, Loyettes, Saint-Sorlin-en-Bugey, Saint-Vulbas, Sainte-Julie, Sault-Brénaz, Souclin, Vaux-en-Bugey, Villebois